# Newport, New Jersey
Newport är en ort i Cumberland County i delstaten New Jersey, USA.